# Chełm Śląski (gemeente)
Chełm Śląski is een landgemeente in het Poolse woiwodschap Silezië, in powiat Bieruńsko-Lędziński.

## Impressie

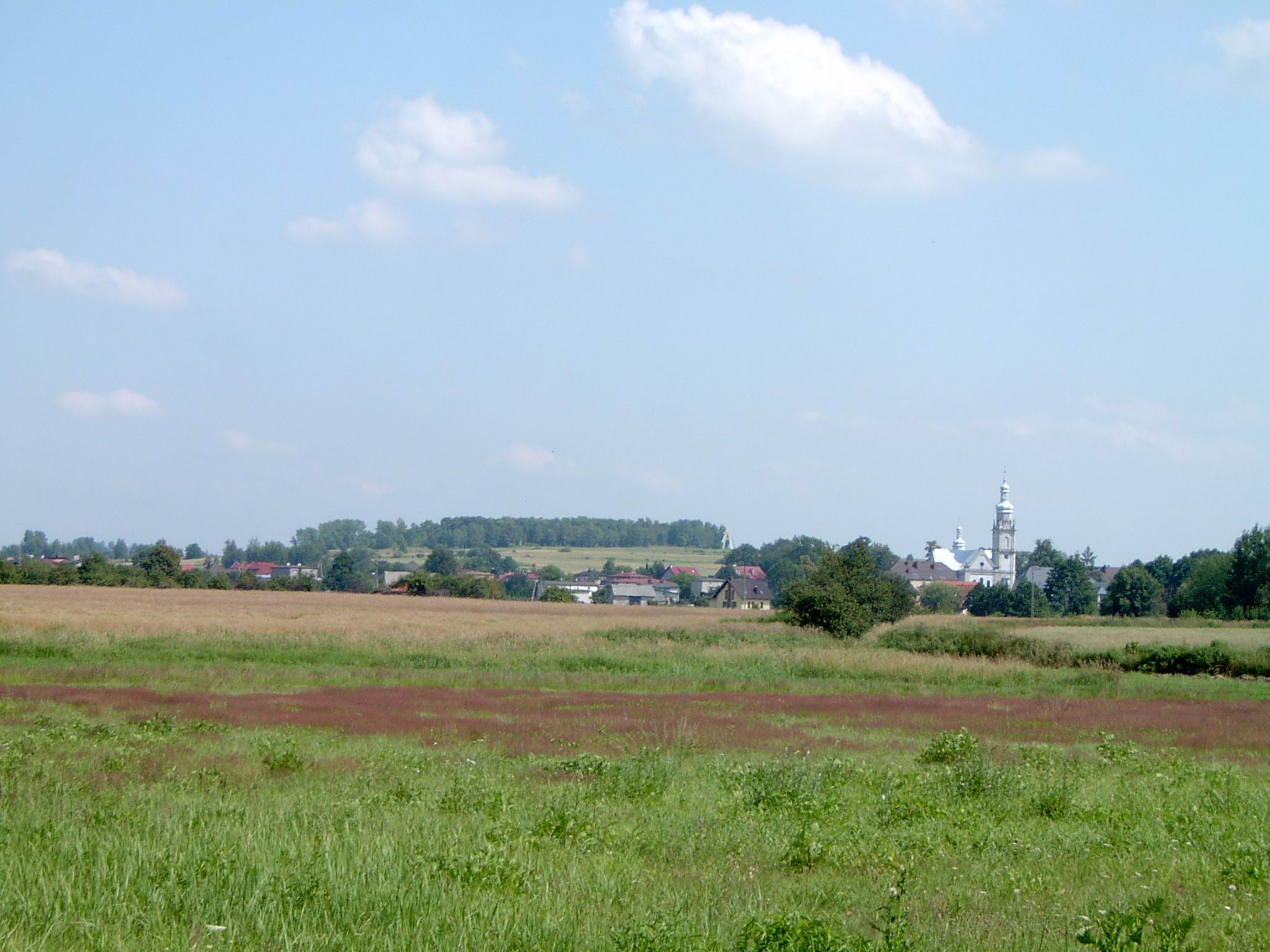
Zicht op Chełm Śląski
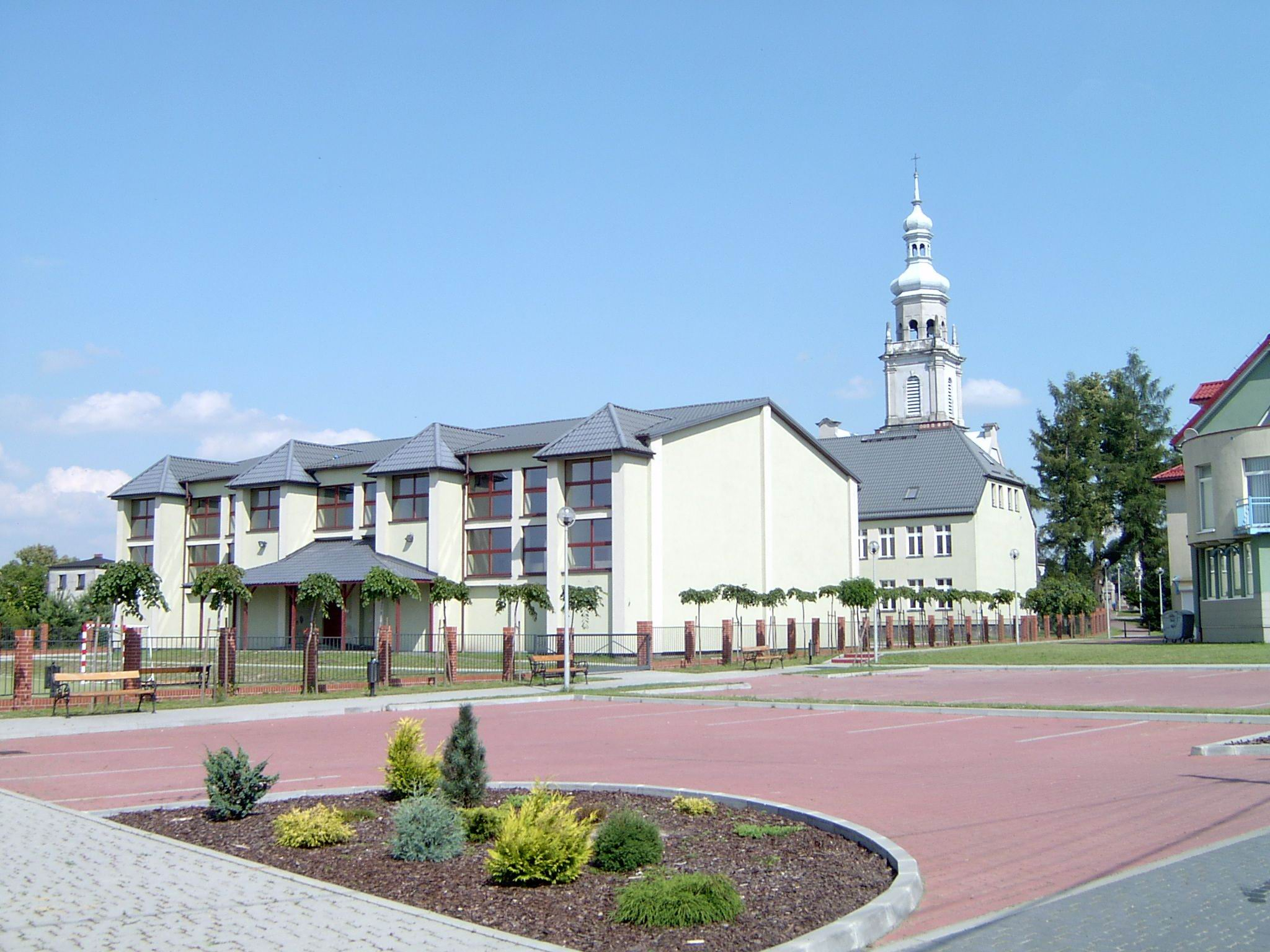
Centrum